# Schloss Touffou

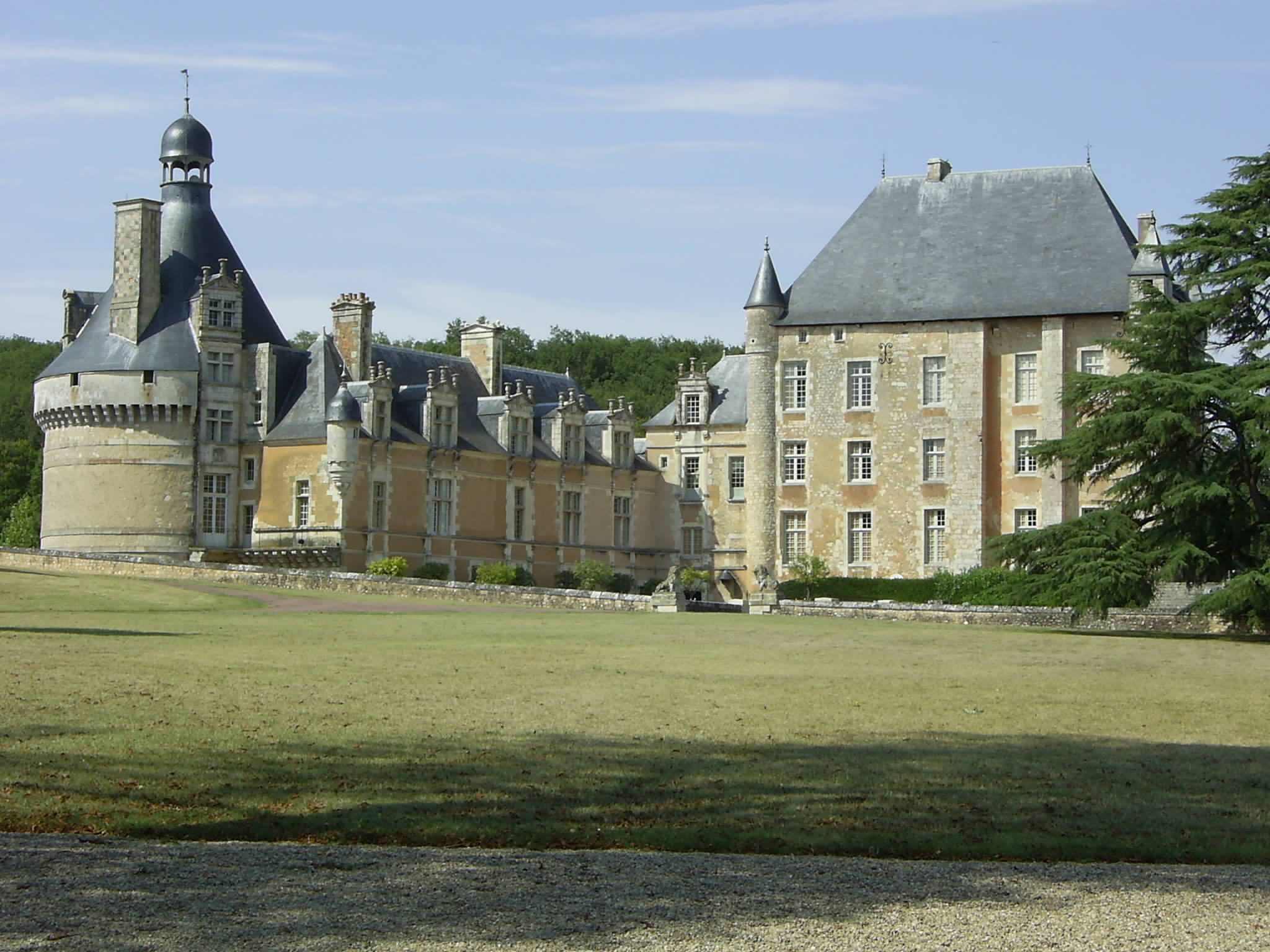
Schloss Touffou, Ansicht von Südosten

Das Schloss Touffou (französisch Château de Touffou) ist ein Schloss auf dem Gebiet der französischen Gemeinde Bonnes im Département Vienne und steht somit in der Region Nouvelle-Aquitaine. Es steht seit 1923 als Monument historique unter Denkmalschutz.
Zur Anlage gehört ein Schlosspark, der – ebenso wie das Jagdmuseum, das im Schlossgebäude beheimatet ist – besichtigt werden kann.